# Encalypta brevipes
Encalypta brevipes là một loài rêu trong họ Encalyptaceae. Loài này được Schljakov mô tả khoa học đầu tiên năm 1951.